# Perrisina brevis
Perrisina brevis es una especie de coleóptero de la familia Endomychidae.

## Distribución geográfica
Habita en Argelia.